# 亀井村
亀井村（かめいむら）は、埼玉県比企郡に存在した村。
村名はこの一帯が中世には「亀井荘」、戦国時代には「亀井郷」と言われていた事による。

## 地理
- 現在の鳩山町の北部に位置し、鳩川がここに源を発して周りの各河川を合わせ南へ流れている。現在の埼玉県道41号東松山越生線、埼玉県道171号玉川坂戸線が交わる所。
- 現在の鳩山町高野倉、熊井、泉井（いずい）、竹本、須江、奥田、大橋がほぼ旧村域にあたる。

### 隣接していた自治体
比企郡野本村、菅谷村、玉川村、明覚村、今宿村、入間郡越生町

## 歴史
- 1889年（明治22年）4月1日 - 町村制施行により、高野倉村、熊井村、泉井村、竹本村、須江村、奥田村、大橋村の7か村が合併し、比企郡亀井村が成立。
- 1953年（昭和28年） - 菅谷村、玉川村と一部境界を変更。
- 1955年（昭和30年）4月15日 - 今宿村と合併し、鳩山村が成立。7大字は鳩山村の大字に継承。